# Neuroprzekaźnik
Neuroprzekaźnik, neurotransmiter, neuromediator – związek chemiczny, którego cząsteczki przenoszą sygnały pomiędzy neuronami (komórkami nerwowymi) poprzez synapsy, a także z komórek nerwowych do mięśniowych lub gruczołowych. Najbardziej rozpowszechnionymi neuroprzekaźnikami są: glutaminian, GABA, acetylocholina, dopamina, noradrenalina, adrenalina, serotonina, histamina i insulina.

## Działanie neuroprzekaźnika
Neuroprzekaźnik służy do zamiany sygnału elektrycznego na sygnał chemiczny w synapsie i do przekazywania tego sygnału z jednej komórki (zwanej presynaptyczną) do innej (zwanej postsynaptyczną). W klasycznym przypadku neuroprzekaźnik jest zgromadzony w pęcherzykach synaptycznych znajdujących się w komórce presynaptycznej blisko błony presynaptycznej. W rezultacie depolaryzacji błony presynaptycznej pęcherzyki te przyłączają się do błony presynaptycznej, następuje fuzja ich błony z błoną presynaptyczną i egzocytoza, czyli uwolnienie zawartego w nich neuroprzekaźnika do szczeliny synaptycznej – zamiana sygnału elektrycznego na chemiczny. Na błonie postsynaptycznej występują receptory danego neuroprzekaźnika. Przyłączenie neuroprzekaźnika do błony postsynaptycznej powoduje zmianę jej polaryzacji (tzn. ujemnego potencjału elektrycznego wnętrza komórki postsynaptycznej mierzonego względem przestrzeni zewnątrzkomórkowej). W przypadku synapsy pobudzającej jest to zmiana dodatnia, zwana depolaryzacją. W przypadku synapsy hamującej jest to zmiana ujemna, zwana hiperpolaryzacją. Tak więc następuje tu zamiana sygnału chemicznego na elektryczny. W obu przypadkach ta zmiana polaryzacji jest następnie przenoszona wzdłuż błony komórki postsynaptycznej i w pewnych przypadkach, jeżeli jest wystarczająco silna, może być propagowana wzdłuż aksonu.

## Przykłady neuroprzekaźników
- pochodne aminokwasów:
  - asparaginian
  - kwas glutaminowy
  - kwas γ-aminomasłowy (GABA)
  - glicyna
  - tauryna

- monoaminy (w kolejności ich syntetyzowania):
  - pochodne fenyloalaniny i tyrozyny:
    - dopamina (da)
    - oktopamina(inne języki)
      - norepinefryna (ne/noradrenalina)
      - epinefryna (epi/adrenalina)

  - pochodne tryptofanu:
    - serotonina (5ht/5-hydroksytryptamina)
    - melatonina (Mel)

  - pochodne histydyny:
    - histamina (H)

  - pochodne argininy:
    - agmatyna

- pochodne nukleozydów
  - adenozyna
  - adenozynotrifosforan

- Pochodne kwasu arachidonowego (endokannabinoidy)
  - anandamid
  - 2-arachidonyloglicerol

- polipeptydy (neuropeptydy):
  - bombezyna/GRP:
    - bombezyna
    - peptyd uwalniający gastrynę (GRP)

  - gastryny:
    - gastryna
    - cholecystokinina (CCK)

  - insuliny:
    - insulina

  - hormony przysadki mózgowej:
    - wazopresyna
    - adrenokortykotropina (ACTH)
    - oksytocyna
    - neurofizyna I
    - neurofizyna II
    - somatoliberyna (hormon uwalniający hormon wzrostu)

  - neuropeptyd Y:
    - neuropeptyd Y (NY)
    - polipeptyd trzustkowy (PP)
    - peptyd YY (PYY)

  - opioidy:
    - beta-lipotropina
    - dynorfina(inne języki)
    - endorfina
    - enkefalina
    - leumorfina(inne języki)

  - sekretyny:
    - sekretyna
    - motylina
    - glukagon
    - wazoaktywny peptyd jelitowy (VIP)

  - somatostatyny:
    - somatostatyna

  - tachykininy:
    - neurokinina A
    - neurokinina B
    - neuropeptyd A
    - neuropeptyd gamma
    - substancja P

  - endozepiny:
    - endozepina-1
    - endozepina-2
    - endozepina-3

- aminy biogenne:
  - acetylocholina (ACh)
  - poliaminy (kadaweryna, spermina, putrescyna)

- pochodne steroidów (neurosteroidy)
  - pregnanolon(inne języki)
  - allopregnanolon

- Inne:
  - tlenek azotu (NO)
  - tlenek węgla (CO)
  - siarkowodór (H2S)
  - jony Zn2+
  - kwas γ-hydroksymasłowy (GHB)